# Битва при Кальяно (1487)
Битва при Кальяно (нем. Schlacht bei Calliano) — сражение между войсками Венецианской республики и объединёнными  войсками епископства Трентского и Тирольского графства, произошедшее 10 августа 1487 года во время так называемой Войны Роверето.

## Ход битвы

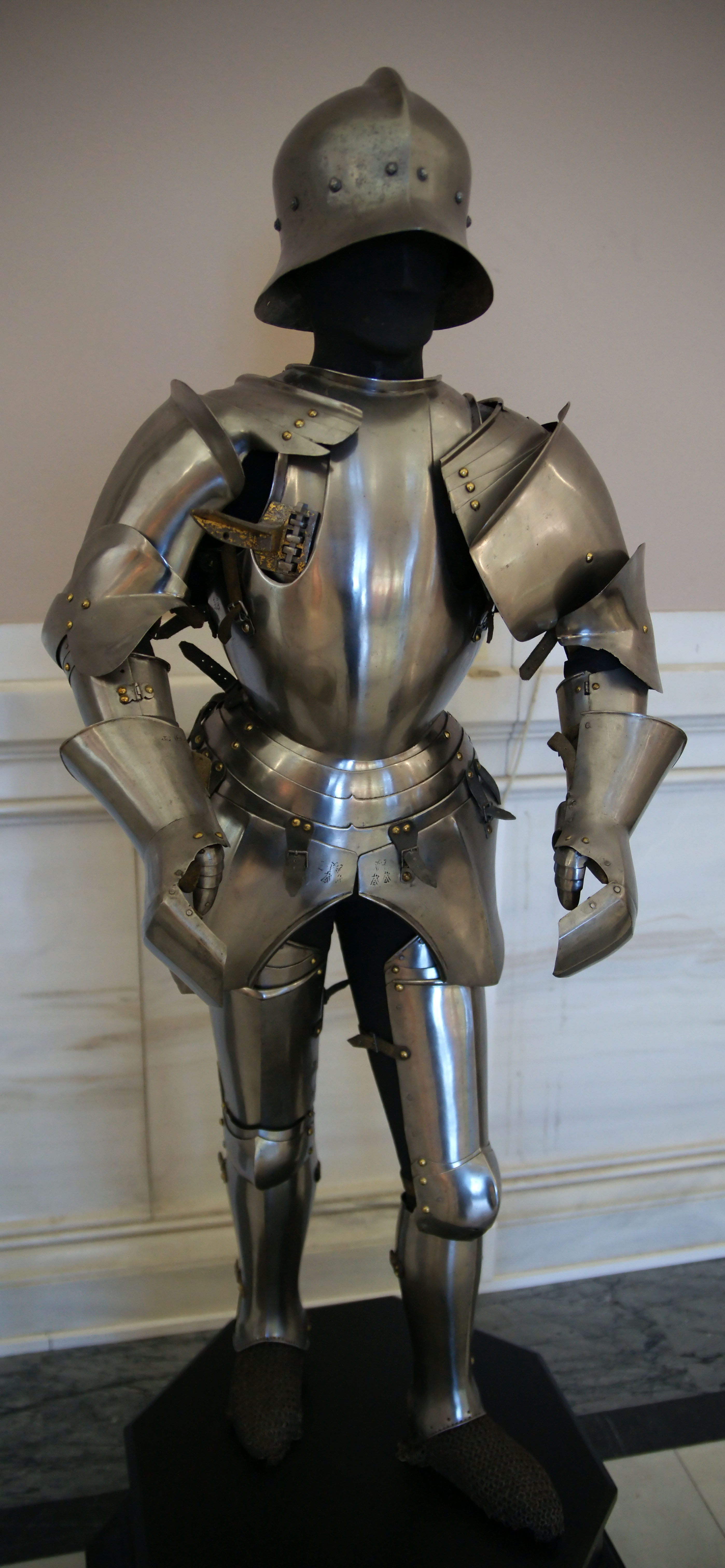
Доспехи воинов Тирольского графства. Ныне хранятся в Художественно-историческом музее (город Вена, Австрийская Республика).

У венецианцев во главе с генералом-капитаном Роберто Сансверино д’Арагоной был лагерь на территории нынешней коммуны Помароло автономной провинции Тренто автономной области Трентино-Альто Адидже Итальянской Республики.
Ночью некоторые венецианские солдаты строили плавучий мост на реке Адидже, чтобы напасть на Касл-Безено и Касл-Пьетро — последний оплот обороны Тирольского графства.
Венецианцы осаждали эти форты, которые защищали тирольцы под командованием Микелетто Сегато, прибывшего из Джудикари.
В Касл-Безено находились войска под командованием Фридриха Каплера. После поражения Микелетто Сегато из-за численного превосходства противника, Фридрих Каплер внезапно контратаковал. Большая часть венецианской пехоты бежала обратно по мосту.
Венецианская кавалерия под командованием генерала-капитана Роберто Сансверино д’Арагоны и лейтенанта Гвидо де Росси вступила в бой с ополчением Георга фон Эбенштейна. Через 2 часа венецианцы начали торопливо отступать, а мост рухнул под чрезмерным весом. В результате этого погибли сотни человек, среди которых был и сам полководец.
В битве зафиксировано первое использование ландскнехтов, «немецких» (швабских или, в данном случае, тирольских) войск, обученных на манер швейцарцев, против итальянской армии. Это противостояние неоднократно повторялось во время последующих многочисленных итальянских войн начала 16 века.
Битва широко праздновалась в Тироле и Австрии (земли Габсбургов) и была любимой у императора Максимилиана I, но не имела непосредственных политических или стратегических последствий. Судьба венецианских интересов в регионе будет решена позже в войне Камбрейской лиги в 1508/1509 годах.